# Bonding
Cet article concerne la série télévisée. Pour le concept informatique, voir Agrégation de liens.
Bonding (stylisé BONDiNG) ou Des liens bien serrés au Québec est une série télévisée américaine en quinze épisodes d'environ 17 minutes créée par Rightor Doyle et diffusée du 24 avril 2019 au 27 janvier 2021 sur Netflix.

## Synopsis
Tiff et Pete, deux anciens amis du lycée, se rendent compte qu’ils ne se connaissent plus vraiment quand ils se rencontrent à nouveau à New York après plusieurs années passées sans se voir. Aujourd’hui Tiff a un secret : elle est devenue l’une des maîtresses dominatrices les plus en vogue de New York. Sachant que Pete, un éternel apprenti comédien et humoriste toujours en galère, a besoin d’argent, Tiff lui fait une offre qu’il ne pourra refuser : celle de devenir son assistant.

## Distribution
- Zoe Levin (VF : Joséphine Ropion): Tiff
- Brendan Scannell (VF : Benjamin Bollen) : Pete
- Kevin Kane (VF : Erwan Zamor) : Professeur Charles
- Micah Stock (en) (VF : Jim Redler) : Doug
- Stephanie Styles (en) (VF : Diane Kristanek) : Kate
- D'Arcy Carden (VF : Marie Diot) : Daphné
- Charles Gould (VF : Romain Altché) : Fred
- Alex Hurt (VF : Pascal Nowak) : Frank
- Theo Stockman (en) (VF : Benoît Du Pac) : Josh
- Matthew Wilkas (en) (VF : Yann Sundberg) : Rolph
- Jade Elysan (VF : Élisa Lebon) : Dominatrice chatte
- Gabrielle Ryan (VF : Vanessa Van-Geneugden) : Portia
- Alysha Umphres (VF : Daria Levannier) : Murphy
- Eric Berryman (VF : Mohad Sanou) : Andrew

 Source et légende : version française (VF) sur RS Doublage

## Production

### Développement
Le 16 janvier 2020, la série est renouvelée pour une deuxième saison.
Le 2 juillet 2021, Netflix annonce que la série est annulée.

### Fiche technique
Sauf indication contraire, les informations mentionnées dans cette section peuvent être confirmées par la base de données cinématographiques IMDb,  présente dans la section « Liens externes ».
- Titres original et français : Bonding
- Titre québécois : Des liens bien serrés
- Création : Rightor Doyle
- Réalisation : Rightor Doyle
- Scénario : Rightor Doyle
- Production : Rightor Doyle, Dara Gordon, Jacob Perlin, Nina Soriano et David Sigurani
- Sociétés de production : Blackpills, Anonymous Content
- Sociétés de distribution : Netflix
- Pays d'origine :  États-Unis
- Langue originale : anglais
- Format : couleur
- Genre : Comédie noire
- Nombre de saisons : 2
- Nombre d'épisodes : 15
- Durée : 12–17 minutes
- Dates de première diffusion :
  - Monde : 24 avril 2019 sur Netflix

## Épisodes

### Première saison (2019)
Tous les épisodes ont été scénarisés et réalisés par Rightor Doyle, et mis en ligne le 24 avril 2019.
| № | # | Titre                                               | Première diffusion | Code de prod. |
| --- | - | --------------------------------------------------- | ------------------ | ------------- |
| 1 | 1 | On se connait ? Old Friends, New Names              | 24 avril 2019      | 101           |
| Comme il n'arrive pas à joindre les deux bouts, Pete accepte de travailler dans le donjon de Tiff, une vieille amie devenue dominatrice sous le nom de Maîtresse May.      |   |                                                     |                    |               |
| 2 | 2 | Pete la panique Pete Shy                            | 24 avril 2019      | 102           |
| Pete a le trac, se fait draguer par un client, et apprend les vraies ficelles du métier. Tiff s'entretient avec Daphne, maman et cliente potentielle.                      |   |                                                     |                    |               |
| 3 | 3 | Un gros coup de passé The Past Is Not Always Behind | 24 avril 2019      | 103           |
| Le colocataire de Pete lui fait une proposition très tentante. Tiff et Pete tombent sur une vieille connaissance totalement ivre.                                          |   |                                                     |                    |               |
| 4 | 4 | Le Mari idéal Let's Get Physical                    | 24 avril 2019      | 104           |
| Tiff et Pete visitent la maison immaculée de Daphné. Pete va prendre un café avec Josh. Tiff interrompt une conversation vraiment dérangeante.                             |   |                                                     |                    |               |
| 5 | 5 | Rendez-vous, rencards, etc. Double Date             | 24 avril 2019      | 105           |
| Pete et Tiff se disputent en se préparant pour leurs rendez-vous respectifs. Tandis que Josh et Pete flirtent lors d’un spectacle burlesque, Doug tente de conquérir Tiff. |   |                                                     |                    |               |
| 6 | 6 | Pingouins Penguins                                  | 24 avril 2019      | 106           |
| Quand Tiff ne vient pas travailler, Pete prend les choses en main. Tiff révèle à Doug qu'elle est une dominatrice. Pete s'essaie une nouvelle fois au stand-up.            |   |                                                     |                    |               |
| 7 | 7 | Dans les bois Into the Woods                        | 24 avril 2019      | 107           |
| Daphné et Andrew encouragent Tiff et Pete à se réconcilier. Les affaires reprennent. Un client riche les attend chez lui.                                                  |   |                                                     |                    |               |

### Deuxième saison (2021)
Initialement prévue pour 2020, elle a été mise en ligne le 27 janvier 2021 sur la plateforme. Tous les épisodes ont été scénarisés et réalisés par Rightor Doyle, Olivia Troy et Nana Mensah.
| №  | # | Titre                                                   | Première diffusion | Code de prod. |
| -- | - | ------------------------------------------------------- | ------------------ | ------------- |
| 8  | 1 | Les Ficelles du métier The Kinks                        | 27 janvier 2021    |               |
| 9  | 2 | Une vie de chien Dog Days                               | 27 janvier 2021    |               |
| 10 | 3 | Perso Personal                                          | 27 janvier 2021    |               |
| 11 | 4 | Trios Threesomes                                        | 27 janvier 2021    |               |
| 12 | 5 | Nanci                                                   | 27 janvier 2021    |               |
| 13 | 6 | À la recherche de l'œuf perdu The Lost Egg              | 27 janvier 2021    |               |
| 14 | 7 | Des attaches et des planches Stand Me Up, Stand Me Down | 27 janvier 2021    |               |
| 15 | 8 | Permission                                              | 27 janvier 2021    |               |